# جزيرة سيمولو

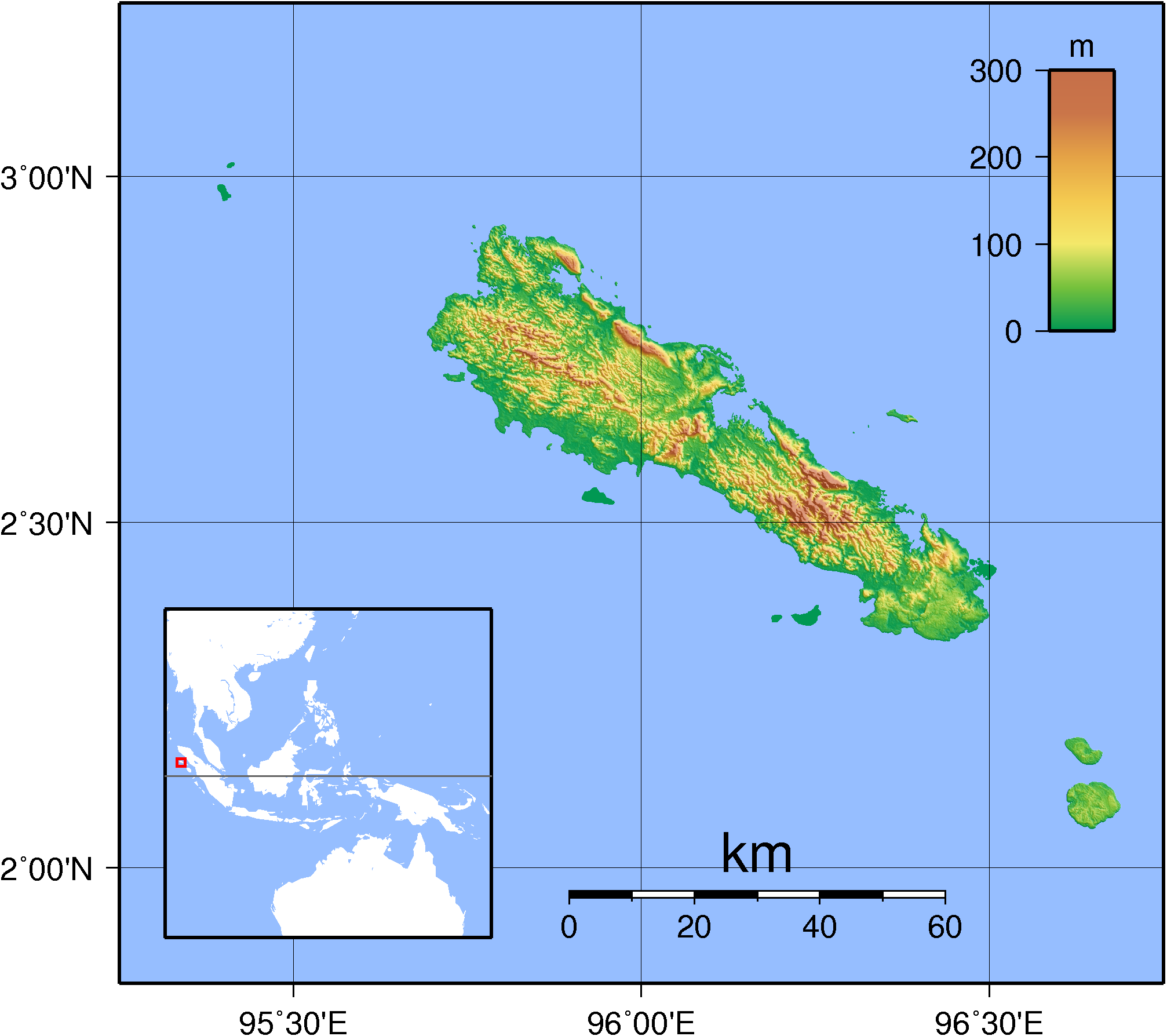
خريطة سيمولو

جزيرة سيمولو تقع في مقاطعة آتشيه في إندونيسيا وتقع على بعد 150 كيلومتراً قبالة الساحل الغربي لسومطرة، ويبلغ عدد سكانها 80279 نسمة (تعداد 2010).
وبسبب موقعها الجغرافي المعزول، لم تتضرر سيمولو من الاضطرابات الناجمة عن الصراعات في آتشيه بين الحكومة الاندونيسية وحركة آتشيه الحرة (GAM)، ولم يكن هناك أي نشاط رئيسي للحركة في الجزيرة.

## إدارة الجزيرة
كانت سيمولو تتبغ بلدية غرب آتشيه لكنها فصلت عنها عام 1999 على أمل تطوير المنطقة. ومركز بلدية سيمولو في مدينة سينابانغ (Sinabang).
وتقسم بلدية سيمولو إلى ثمانية قطاعات (kecamatan):
| - ألافان (Alafan) - سالانغ (Salang) - سيمولو بارات (Simuelue Barat) - سيمولو تينغاه (Simeulue Tengah) | - سيمولو تيمور (Simeulue Timur) وتقع فيها مدينة سينابانغ - تيلوك دالام (Teluk Dalam) - تيوباه سيلاتان (Teupah Selatan) - تيوباه بارات (Teupah Barat) |

## السكان
سكان سيمولو يشبهون سكان جزيرة نياس المجاورة ويتحدثون بلهجة تختلف اختلافاً واضحاً عن اللغة المنطوقة في آتشيه. الغالبية العظمى من الناس هم من المسلمين.

## الزلازل

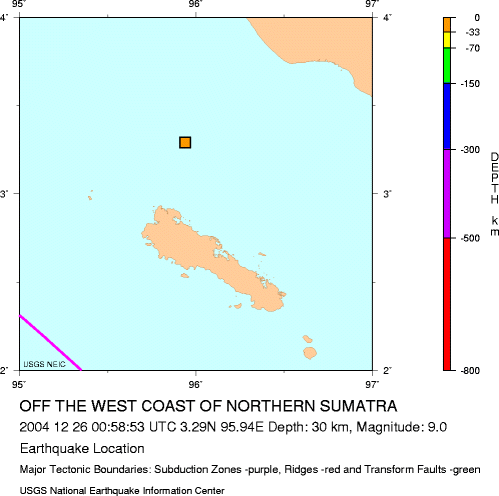
خريطة تبين الساحل الشمالي الغربي لسومطرة وسيمولو، مع مركز زلزال المحيط الهندي عام 2004 بين الجزيرتين

### زلزال عام 2004
تقع جزيرة سيمولو بالقرب من مركز زلزال عام 2004 الذي بلغت قوته 9.3 درجة، ولكن من المستغرب أن الخسائر في الأرواح كانت منخفضة، ويرجع ذلك أساسا كون الناس متعودين على الزلازل والتسونامي في هذه المنطقة النشطة زلزالياً حيث يعرفون أن عليهم مغادرة الساحل بعد الزلزال.
ويذكر أن زلزالاً هائلاً وموجات تسونامي قد ضربت سيمولو عام 1907، مما أسفر عن مقتل العديد من سكانها بعدما هرع الكثيرون إلى الشاطئ بعد أن رأوا المياه تنحسر تاركة المرجان والأسماك. فذهبوا لجمع السمك، غير مدركين أن المياه ستعود. وهذه الحادثة يتناقلها سكان سيمولو وجعلتهم مدركين لما يجب عليهم القيام به عند حدوث الزلا زال
وفي تسونامي 26 ديسمبر 2004 ارتفعت مياه البحر حتى ما يقرب مستوى المترين في قرية فابي (Kariya Vhapi) على الشاطئ الشمالي الغربي لسيمولو مما أدى إلى تدمير جميع المباني بالكامل.

### زلزال عام 2005
في 28 مارس 2005، حدث زلزال قوته 8.7 مركزه قبالة الطرف الجنوبي لجزيرة سيمولو. أثناء الزلزال، ارتفع الساحل الغربي لسيمولو ما لا يقل عن ستة أقدام، كما أن المد قد رفع الشعاب المرجانية ثم تركها على الساحل جافة وميتة. أما الساحل الشرقي، فقد غرقت الأرض، وطفحت مياه البحر على الحقول والمساكن. أما قرية فابي (Kariya Vhapi) فلم تلحقها الضرر، لأن المدّ لم يعلُ الحاجز المبني على الشاطئ بارتفاع 3.2 مترا. أما سينابانج فقد دمر الزلزال والحريق الذي أعقبه 50-60% من المدينة وحدوث أضرار كبيرة في الميناء، كما تحركت أرضها باتجاه الشمال بحدود 40 سم.

### زلزال عام 2008
في يوم 20 فبراير 2008 في الساعة 3:08 ظهرا بالتوقيت المحلي، ضرب سيمولو زلزال قوته 7.5 درجة.